# Kishin Taisen Gigantic Formula
Kishin Taisen Gigantic Formula (機神大戦 ギガンティック・フォーミュラ, Kishin Taisen Gigantikku Fômyura), aussi connu sous le titre Apo Mekhanes Theos Gigantic Formula, est un anime japonais diffusé par TV Tokyo du 4 avril au 26 septembre 2007.
La série est produite par Bandai Visual et TV Tokyo, et la production de l'anime est assurée par Brains Base. Elle a été diffusée par AT-X, TV Aichi, TV Hokkaido, TV Osaka, TV Setouchi, TV Tokyo et TVQ Kyushu Broadcasting Co, Ltd. Le réalisateur est Keiji Gotoh et la série est écrite par Hidefumi Kimura.

## Trame
La série se déroule en l'an 2035. À la suite d'excavations archéologiques à partir de la fin du 20e siècle, on trouve douze têtes gigantesques ressemblant à des dieux grecs, chacun pouvant détruire de grandes régions. À la suite d'une expérience ratée en décembre 2012, une grande partie de la Terre est en flammes, dont une grande part de l'Afrique, de l'Amérique du Sud et tout le Moyen-Orient, à la suite d'un phénomène appelé « Hiver Equatorial  ». Pour une période de temps, les régions du monde ne purent pas communiquer, même par satellite, dû à un grand mur d'énergie les séparant. Les pays embauchèrent alors des traducteurs pouvant parler aux têtes et traduire pour eux. Ceux-ci disent aux états de leur construire des robots géants pour lutter entre eux. Les pays les construisent pour s'affronter et « pour unifier le monde ». Ainsi commence WWW, ou « World's Wisest War ».

### Source
- (en) Cet article est partiellement ou en totalité issu de l’article de Wikipédia en anglais intitulé « Kishin Taisen Gigantic Formula » (voir la liste des auteurs).